# Nitrure de calcium
Le nitrure de calcium est un solide cristallin rouge/brun composé de calcium et d'azote. Il possède une structure anti-bixbyite comme le Mn2O3 sauf que la position des ions est inversée, ainsi la calcium prend la position du manganèse et l'azote celle de l'oxygène.
Le nitrure de calcium peut être produit directement à partir des corps simples correspondant aux atomes qui le constituent :
3 Ca + N2 → Ca3N2
Il peut réagir avec l'humidité de l'air, ou directement avec l'eau pour donner de l'ammoniac et de la chaux (éteinte) :
Ca3N2 + 6 H2O → 3 Ca(OH)2 + 2 NH3
Au-dessus de 350 °C il réagit aussi avec le dihydrogène :
Ca3N2 + 2 H2 → 2 CaNH + CaH2